# Causes du Grand Dérangement

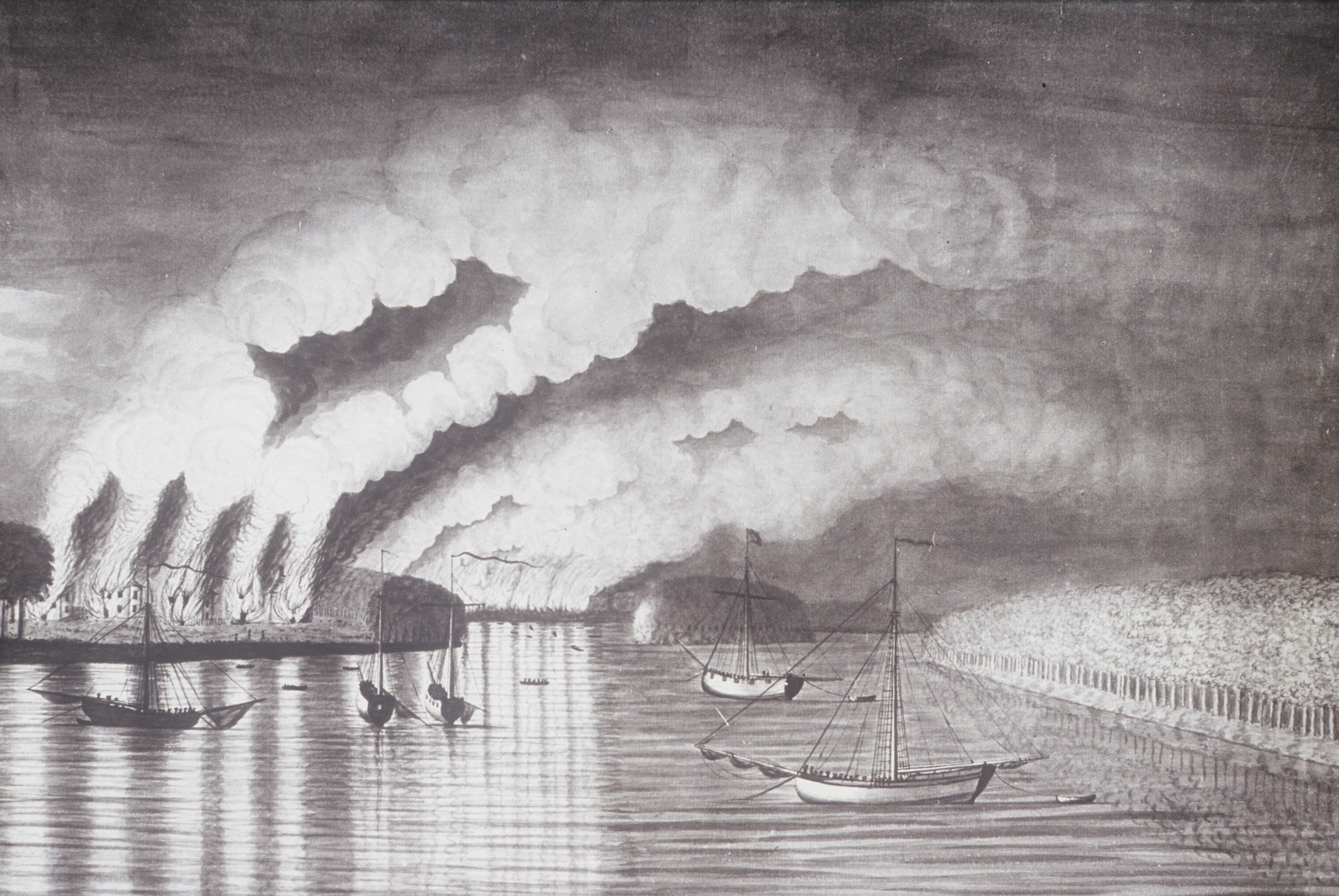
Vue du pillage et de l'incendie de la cité de Grimrose, seule représentation contemporaine connue de la Déportation des Acadiens, par Thomas Davies, 1758.

Les causes du Grand Dérangement, évènement de l'histoire de l'Acadie qui a vu l’expropriation massive et la déportation des Acadiens, peuple francophone d'Amérique, lors de la prise de possession par les Britanniques des colonies françaises en Amérique du Nord, dans la seconde moitié du XVIIIe siècle, sont multiples.

## Le traité d’Utrecht de 1713

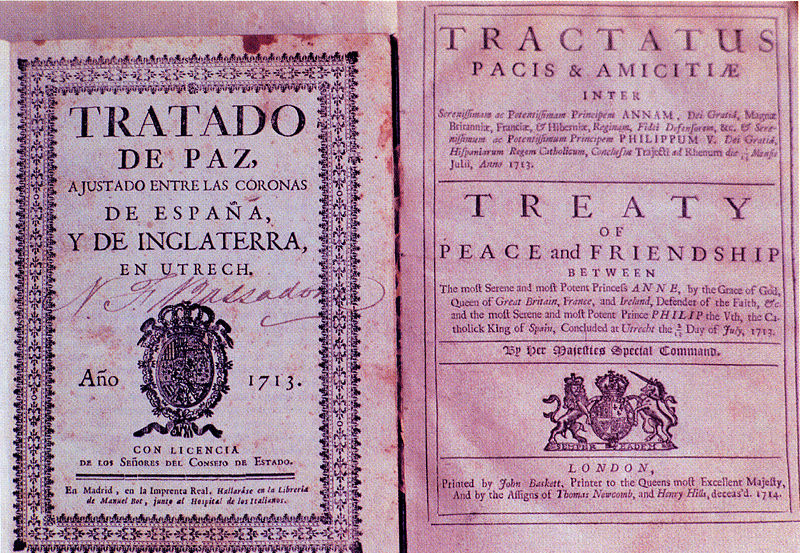
Première édition des traités d’Utrecht.

Selon les termes du traité d’Utrecht mettant fin à la guerre de Succession d’Espagne, signé en Europe, en 1713, la France cédait l’Acadie à l’Angleterre : 

« Article 12. Le Roy très-chrétien (de France) délivrera à la reine de la Grande-Bretagne […] toute la Nouvelle-Écosse ou Acadie comprise dans ses anciennes limites ; et aussi la cité de Port-Royal maintenant appelée Annapolis Royal … ensemblement le domaine, la propriété et possession, et tous les droits que ledit Roy ou quelqu’un de ses sujets peuvent posséder dans lesdits lieux, et les habitants en sont cédés et soumis à la reine de la Grande-Bretagne,:32-3.  »

Seuls le Saint-Laurent, l’île Royale, l’île Saint-Jean (le Nouveau-Brunswick) et l’Ile-du-Prince-Edouard restaient français:104.
Une lettre, envoyée par la reine Anne d’Angleterre à Francis Nicholson, gouverneur de la colonie, précisa certains termes du traité. Les Acadiens étaient libres de partir avec tous leurs effets ou, s’ils restaient en Nouvelle-Écosse ils seraient sujets de la Grande-Bretagne. Leur liberté de religion serait garantie ainsi que leur neutralité militaire dans une guerre contre la France ou contre les Autochtones:107,.
Dorénavant, les Acadiens, français, catholiques, et premiers colons, seraient gouvernés par les Anglais, des protestants.

## Le serment d’allégeance
Les serments d’allégeance étaient largement employés en Europe à cette époque. Il était impossible d’être le propriétaire reconnu d’un terrain sans prêter un serment d’allégeance au monarque dirigeant.
Entre 1710 et 1730, les gouverneurs de la Nouvelle-Écosse tentèrent à plusieurs reprises de faire prêter aux Acadiens un serment d’allégeance inconditionnel à la couronne d’Angleterre, qui aurait éliminé leurs droits garantis par le traité d’Utrecht et par la lettre de la reine Anne. Les Acadiens refusèrent et insistèrent sur un serment qui garantirait leurs droits originaux, mais, en 1729-30, ils furent trompés et signèrent, à leur insu, un serment dont la version en anglais, était un serment inconditionnel:107 & 110-118 en croyant que ce serment leur accordait tout ce qu’ils demandaient.
En 1749, le roi d’Angleterre George II demanda aux Acadiens de prêter un nouveau serment d’allégeance, sans conditions. S’ils refusaient, ils risquaient d’être privés de tous leurs droits. Néanmoins les Acadiens refusèrent, alléguant que leur serment de 1729-30 était encore valide:134-5. Ils voulaient être assurés de ne pas avoir l’obligation de porter les armes.
En 1755, les Acadiens, qui avaient persévéré pendant des années dans l’espoir de signer un serment portant les conditions définies dans le traité d’Utrecht, refusèrent de prêter le serment d’allégeance pour la dernière fois, mais cette résistance fut vaine.

## La détermination acadienne de rester sur ses terres
À la suite du traité d’Utrecht, les Anglais s’attendirent à un départ des Acadiens vers les endroits français, mais cela ne produisit pas. Les Français les encouragèrent à déménager à l’Ile-Royale, un endroit encore francophone, mais, les Acadiens eux-mêmes se rendirent compte que leurs « très bonnes terres » dans l’Acadie étaient beaucoup plus fertiles que ces « terres brutes et nouvelles » d’Ile-Royale.
Dès 1730, pensant qu’ils étaient en sécurité, les Acadiens prospérèrent. Ces colons français avaient des fermes dans des endroits de la Nouvelle-Écosse le long de la côte sud de la Baie Française (la Baie de Fundy) et dans le bassin des Mines. Ils avaient construit des digues avec un système des aboiteaux, utilisant une technique de la France, afin de reprendre la terre des marais salés. Leurs récoltes étaient abondantes et ils voulaient rester là. « Le sentiment de la patrie acadienne avait pénétré leur âme. L’amour du sol acadien était entré dans leur cœur. Ils étaient devenus des Acadiens:107. »

## La convoitise des Anglophones
Dès avant 1755, les Anglais voulaient les terres des Acadiens « … les Acadiens occupaient les plus belles terres de la Nouvelle-Écosse et [...] leur présence en cette province constituait un obstacle insurmontable à l’établissement de colons anglais:189, mais les Anglais n’étaient pas encore prêts à les expulser en contravention au traité d’Utrecht. Les Acadiens étaient utiles pour les Anglophones, parce qu’ils fournissent une main-d’œuvre pour la garnison à Annapolis Royal, ainsi que l’approvisionnement des denrées essentielles pour la survie. De plus, les Acadiens les protégeaient contre les Micmacs et les Abénaquis, qui n’aimaient pas les Anglophones:105-6.

En 1755 une lettre d’un lieutenant du gouverneur Lawrence montre les intentions des Anglophones : 

« Nous formons actuellement le noble et grand projet de chasser de cette province les François neutres qui ont toujours été nos ennemis secrets et ont encouragé nos sauvages à nous couper la gorge. Si nous pouvons réussir à les expulser, cet exploit sera le plus grand qu’aient accompli les Anglais en Amérique, car au dire de tous, dans la partie de la province que ces Français habitent, se trouvent les meilleurs terres du monde. Nous pourrions ensuite mettre à leurs places de bons fermiers anglais, et nous verrions bientôt une abondance de produits agricoles dans cette province:151 »

. Cette lettre, attribuée à l’un des lieutenants de Lawrence, Winslow, est publiée dans la New York Gazette le 9 août 1755 et dans la Pennsylvania Gazette, le 4 septembre 1755.

## Une population majoritairement francophone et catholique
Entre 1714 et 1749 la population acadienne augmenta de 2 528 personnes en 1714 à 11 925 en 1748:123 (les familles de plus de 15 enfants étaient fréquentes). Donc les Acadiens, catholiques et francophones, surpassèrent en grand nombre les protestants anglophones. Cela inquiétait le groupe d’anglophones à Annapolis-Royal qui gouvernait la Nouvelle-Écosse.
Jusqu’en 1749, l’Angleterre n’avait envoyé aucun colon en Nouvelle-Écosse, puis en 1749, le roi George II ordonna la fondation d’autres établissements Chibouctou (maintenant Halifax) fut choisi comme siège de base militaire et comme ville pour de nouveaux colons anglophones. Le siège du gouvernement déménagea d’Annapolis-Royal à Halifax la même année:131-3. En juin 1749, 2 576 colons arrivèrent d’Angleterre, tous protestants:165.

## Le changement de gouverneur - la solution finale

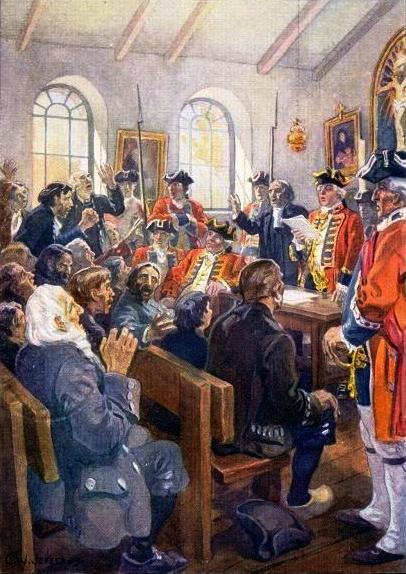
Lecture de l'ordonnance d'expulsion acadienne par le colonel Winslow dans l'église paroissiale de Grand-Pré, 1755, par C.W. Jefferys (1916).

En 1753, le major Charles Lawrence devint le gouverneur de la Nouvelle-Écosse. Dès sa nomination au poste, il eut l’intention de déporter les Acadiens dans les colonies de la Nouvelle-Angleterre:147. Dans une série de lettres, qu’il écrivit en 1754-1755 au colonel Robert Monckton, lieutenant-gouverneur d’Annapolis Royal, Lawrence montre clairement son projet. Il signale qu’il ne veut plus que les Acadiens prêtent un serment parce que s’ils consentent, cela l’empêcherait de chasser tous les habitants:147. Il avait déjà écrit aux Lords du Commerce en Angleterre qu’« il serait bien préférable de les laisser partir, s’ils refusent le serment »
Détestant les Français, ce gouverneur voulait la destruction de leur pouvoir en l’Amérique du Nord à tout prix. Bien que Lawrence ait déjà décidé de déporter les Acadiens, en 1755, il leur demanda une fois de plus de prêter le serment d’allégeance à sa majesté, sans conditions, sachant qu’ils refuseraient:150. Cette confrontation cruciale a eu lieu à Halifax devant le Conseil du Lieutenant Gouverneur.
Puis Lawrence mit son projet de déportation à exécution. L’action fut rapide et 10 000 Acadiens, environ, étaient déportés loin de leur Acadie. La déportation fut controversée et le reste ainsi jusqu’aujourd’hui,.